# Maria Testa
Maria Rachele Testa (Roma, 5 febbraio 1956 – Roma, 13 settembre 2009) è stata un'arciera italiana.

## Carriera
Nata a Roma nel 1956, a 36 anni partecipò alle Olimpiadi di Barcellona 1992 nel tiro con l'arco, nella gara individuale, unica italiana a competere, terminando ventunesima. Morì nel settembre 2009, a 53 anni.